# Júlia
För andra betydelser, se Julia (olika betydelser).
Júlia (uttal: ['ʒulija]) är en valencianskspråkig drömpopgrupp från Alcoi (Spanien), en duo bestående av Estela Tormo (låtskrivare, basist, sångare) och Lídia Vila (synthesizer, sequencer). Sedan starten 2012 har man presenterat tre album plus en demoutgåva på egen hand, förutom ett större samarbete med singer-songwritern Clara Andrés.

## Karriär
Gruppen inledde sin verksamhet som ett personligt musikprojekt på ukulele av Estela Tormo, som tidigare spelat bas för grupper som Mr. Vértigo och Néstor Mir y las Potencias del Este. Kort därefter kompletterades hon av Lídia Vila (inledningsvis endast som scenmedlem).
2012 presenterades El mecanoscrit ('Mekanoskriptet', efter Manuel de Pedrolos roman El mecanoscrit del segon origen), vilken året efter belönades som "Årets nykomling" vid valencianska Premi Ovidi Montllors prisgala. Demoinspelningen har inte givits ut som regelrätt album men finns nedladdningsbar och tillgänglig under fri licens.
Därefter inleddes samarbeten med olika musiker, vilket ledde fram till gruppens första riktiga album Nuvolàstic ('Molnastiskt', 2015), där även Jaume Pla och Santi Serrano medverkade som gruppmedlemmar – på gitarr respektive trummor. Även denna skiva belönades av Ovidi Montllor-juryn, för sin omslagsdesign, och den nominerades även till "Årets popalbum".
Två år senare kom albumet Pròxima B (namngiven efter Proxima Centauri b), och samtidigt hade gruppen konsoliderats som en duo med Tormo och Vila. Man återkom här till den drömpop och mer elektroniska ljudbild som präglat gruppens tidiga år.
2019 samarbetade man med den etablerade singer-songwritern Clara Andrés (även hon från den södra delen av Valenciaregionen), på albumet L'eix radical ('Radikal axel'). Deras samarbete fortsatte via ett antal gemensamma konsertframträdanden. I början av 2021 återkom Júlia på egen hand, med det åtta enstaviga ljudspår långa albumet Casa ('Hus'), efter att låten "L" redan i december lanserats som singel.
Under årens lopp har Júlias musik utvecklats från en tillbakadragen och melodisk elektronisk musik och mer mot elektropophållet. Ett kännetecken för gruppens musik är sångerskan Estela Tormos variationsrika röst.

## Diskografi
- El mecanoscrit (demoinspelning, 2012)
- Nuvolàstic (Malatesta Records, 2015)
- Pròxima B (Malatesta Records, 2017)
- Casa (Hidden Track Records, 2021)

som Júlia & Clara Andrés
- L'eix radical (Sotabosc, 2019)

## Galleri

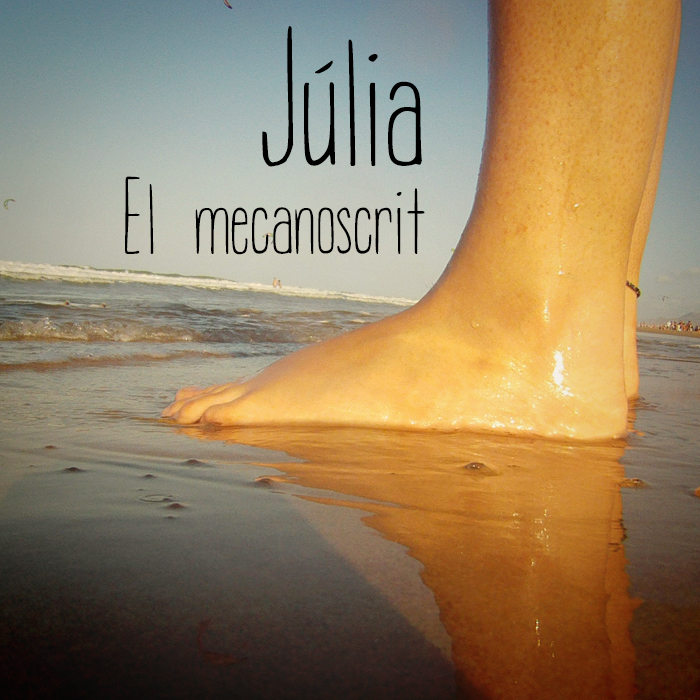
Omslagsbilden på demoproduktionen El mecanoscrit (2012).
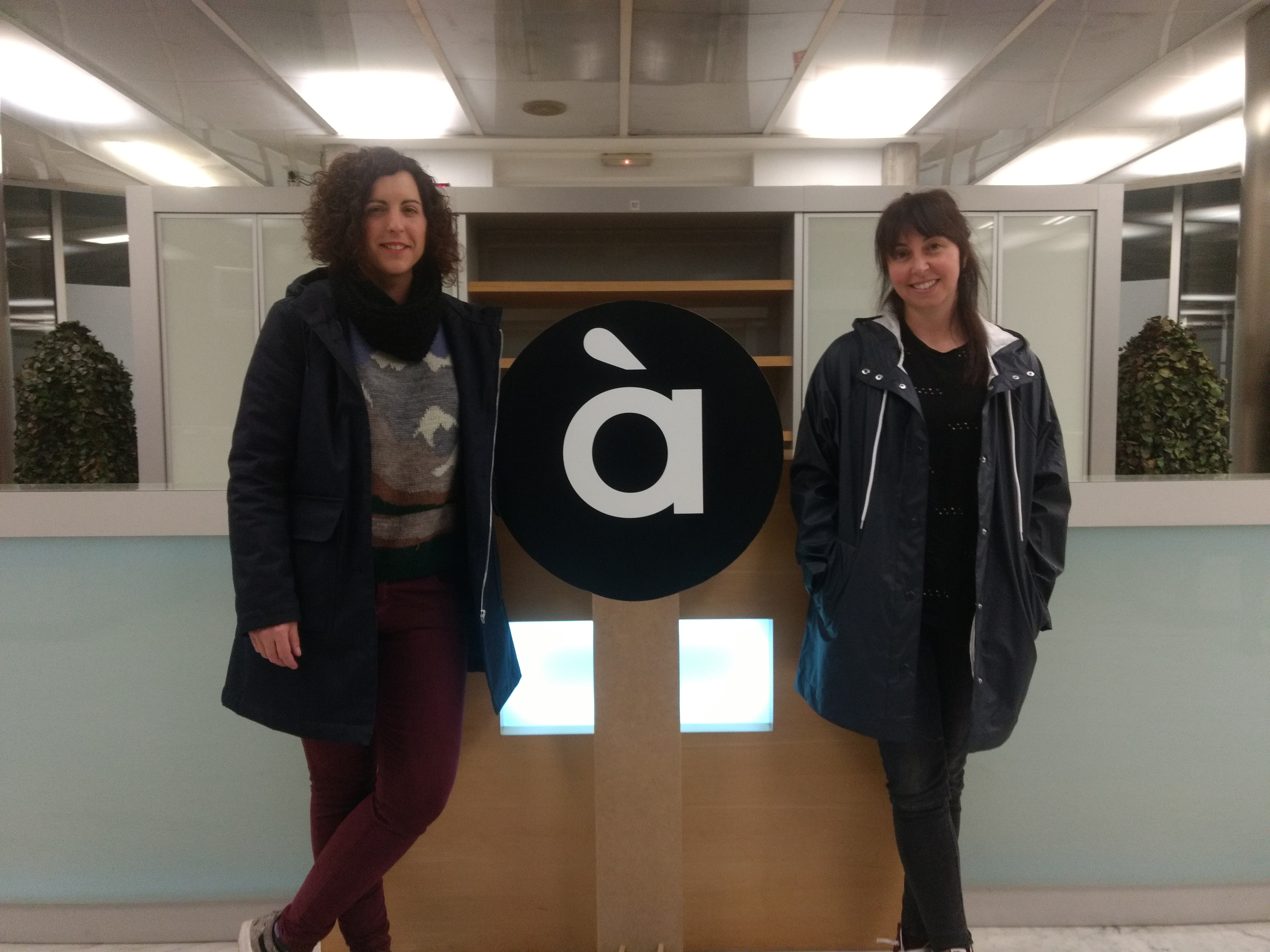
Lídia Vila och Estela Tormo på besök hos region-TV-producenten À Punt (2017).
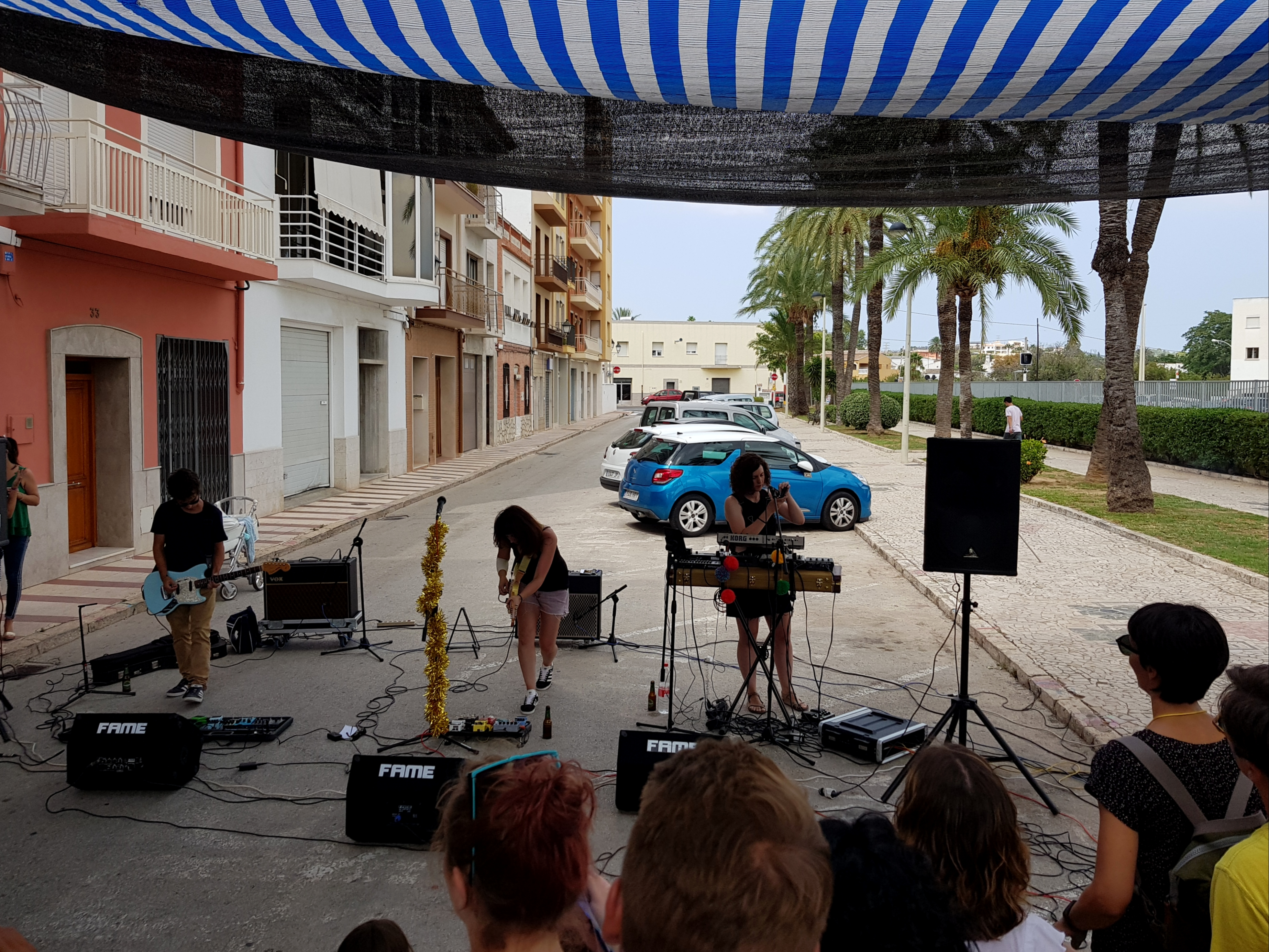
Spelning på 2018 års "Festivalet Independent de Gata".